# Nihonogomphus chaoi
Nihonogomphus chaoi är en trollsländeart som beskrevs av Zhou och Wu 1992. Nihonogomphus chaoi ingår i släktet Nihonogomphus och familjen flodtrollsländor. Inga underarter finns listade i Catalogue of Life.